# Grande Rivière Ouest (Percé)
Pour les articles homonymes, voir Grande Rivière.
La Grande Rivière Ouest coule successivement dans les cantons de Joncas et de Pellegrin, la municipalité de Chandler (Québec) (secteur "Pabos"), le canton de Rameau et la municipalité de Grande Rivière, dans la municipalité régionale de comté (MRC) Le Rocher-Percé, dans la région administrative de la Gaspésie-Îles-de-la-Madeleine, au Québec, au Canada.
La "Grande Rivière Ouest" est un affluent de la rive Ouest de la Grande Rivière laquelle coule à partir de cette confluence vers le Sud jusqu'à la rive Nord de la Baie des Chaleurs ; cette dernière s'ouvre vers l'Est sur le golfe du Saint-Laurent.

## Géographie
La "Grande Rivière Ouest" prend sa source de ruisseaux de montagne du canton de Joncas, dans le territoire non organisé de Mont-Alexandre. Cette source est sur le versant Sud de la ligne de partage des eaux dont le versant Nord est drainé par une série de ruisseaux de montagnes coulant vers le Nord jusqu'à la Grande Rivière (Percé). Cette source est située à :
- 0,4 km au Nord de la limite du canton de Pellegrin ;
- 4,6 km au Nord-Est du cours de la rivière Petit Pabos ;
- 3,2 km au Sud du cours de la Grande Rivière (Percé) ;
- 27,1 km au Nord-Ouest du pont de la route 132 enjambant la Grande Rivière (Percé), tout près de sa confluence dans la Baie-des-Chaleurs.

À partir de sa source, la "Grande Rivière Ouest" coule sur ?km répartis selon les segments suivants :
Cours supérieur de la rivière (segment de 15,5 km)
- 2,3 km vers le Sud-Est dans le canton de Joncas, dans le territoire non organisé de Mont-Alexandre, jusqu'à la limite du canton de Pellegrin ;
- 4,8 km vers le Sud-Est, jusqu'à la limite d'un ruisseau (venant du Nord) ;
- 1,7 km vers le Sud, jusqu'à la confluence d'un ruisseau (venant du Nord-Ouest) ;
- 5,8 km vers le Sud-Est, jusqu'à la limite de la municipalité de Chandler (Québec) (secteur « Pabos ») ;
- 0,9 km vers le Sud-Est, jusqu'à la confluence d'un ruisseau (venant de l'ouest) ;

Cous inférieur de la rivière (segment de 17,8 km)
- 1,7 km vers le Sud-Est, jusqu'à la confluence d'un ruisseau (venant du Sud-Ouest) ;
- 6,8 km vers le Sud-Est, en serpentant par segment jusqu'à la limite du canton de Rameau ;
- 1,8 km vers l'Est, en serpentant jusqu'à la confluence d'un ruisseau (venant du Nord-Ouest) ;
- 0,7 km vers le Sud-Est, jusqu'à la limite de la municipalité de Grande-Rivière (Québec) ;
- 0,7 km vers le Sud, jusqu'à un ruisseau (venant de l'Ouest) ;
- 6,1 km vers l'Est, jusqu'à la confluence de la rivière[1].

La "Grande Rivière Ouest" se déverse sur la rive Ouest de la Grande Rivière (Percé). Cette confluence est située à :
- 2,8 km au sud de la limite du canton de Rameau ;
- 3,2 km à l'Ouest de la limite de la municipalité de Sainte-Thérèse-de-Gaspé ;
- 6,8 km au Nord-Ouest du pont de la route 132 situé près de la confluence de la Grande Rivière (Percé) au village de la municipalité de Grande-Rivière (Québec).

## Toponymie
Le toponyme "Grande Rivière Ouest" a été officialisé le 4 juin 1981 à la Commission de toponymie du Québec.